# Trentepohlia samoënsis
Trentepohlia samoënsis är en tvåvingeart som beskrevs av Alexander 1921. Trentepohlia samoënsis ingår i släktet Trentepohlia och familjen småharkrankar. Inga underarter finns listade i Catalogue of Life.